# 弓部
弓部（きゅうぶ）は、漢字を部首により分類したグループの一つ。
康熙字典214部首では57番目に置かれる（3画の28番目）。

## 概要
「弓」の字は弓の形に象る。
偏旁の意符としては弓の種類や性質・部分、弓を用いる動作などに関することを示す。
弓部はこの偏旁を構成要素とする漢字を分類している。

## 部首の通称
- 日本：ゆみ・ゆみへん
- 中国：弓字旁
- 韓国：활궁부（hwal gung bu、ゆみの弓部）
- 英米：Radical bow

## 部首字
弓
- 広韻 - 居戎切、東韻
- 詩韻 - 東韻、平声
- 三十六字母 - 見母
- 日本語 - 音：キュウ（キウ）（漢音）・ク・グウ（呉音） 訓：ゆみ
- 中国語 - ピンイン：gōng 注音：ㄍㄨㄥ ウェード式：kung
- 朝鮮語 - 訓音：활（hwal、ゆみ） 궁(gung)

## 例字
- 弓・𢎗・𢎘・𢎙・㢧・弔・𢎜・弖・弟・㢴・𢑎
- 引・𢎞・弘・弛・𢎧・𢎵・弦・弥・弧・弱・強・張・弾・弼・彅・㣆
- 彎